# Arthroleptinae
Sous-famille
Les Arthroleptinae sont une sous-famille d'amphibiens de la famille des Arthroleptidae.

## Répartition
Les espèces des deux genres de cette sous-famille se rencontrent en Afrique subsaharienne.

## Liste des genres
Selon Amphibian Species of the World (20 mars 2013) :
- Arthroleptis Smith, 1849
- Cardioglossa Boulenger, 1900

## Publication originale
- Mivart, 1869 : On the Classification of the Anurous Batrachians. Proceedings of the Zoological Society of London, vol. 1869, p. 280–295 (texte intégral).